# Falácia do ápice
A falácia do ápice se refere ao julgamento de um grupo principalmente pelo desempenho e sucesso daqueles membros nos escalões "superiores" e/ou mais visíveis (o ápice), ao invés de utilizar-se de uma amostra de fato representativa para a avaliação de tais parâmetros.